# Hennie Kuiper
Hendrikus Andreas „Hennie” Kuiper (ur. 3 lutego 1949 w Denekamp) – holenderski kolarz szosowy, mistrz olimpijski i mistrz świata.

## Kariera
W roku 1972 zdobył złoty medal na igrzyskach olimpijskich w Monachium w indywidualnym wyścigu ze startu wspólnego, bezpośrednio wyprzedzając Clyde’a Seftona z Australii oraz Hiszpana Jaime Huélamo, który został jednak zdyskwalifikowany za doping. Na tych samych igrzyskach drużyna Holandii w składzie: Fedor den Hertog, Hennie Kuiper, Cees Priem i Aad van den Hoek zajęła trzecie miejsce drużynowej jeździe na czas. Holendrzy zostali jednak zdyskwalifikowani za pozytywny wynik testu antydopingowego van den Hoeka. Po triumfie na igrzyskach przeszedł na zawodowstwo i w 1975 roku zdobył złoty medal w tej samej konkurencji na mistrzostwach świata w Yvoir. Obok dobrych wyników osiąganych w wyścigach etapowych (w 1976 wygrana w Tour de Suisse), udało mu się wygrywać również w klasykach (np. Giro di Lombardia i Dookoła Flandrii w 1981, Paryż-Roubaix w 1983), a w latach 1977 i 1980 był drugi w Tour de France. Jeszcze w 1985 roku, w wieku 36 lat, zdobył pierwsze miejsce w Mediolan-San Remo.
Po zakończeniu kariery w 1988 roku, dalej zajmuje się kolarstwem jako dyrektor sportowy.